# Nowy Pilczyn
Nowy Pilczyn es un pueblo de Polonia, en Mazovia. Se encuentra en el distrito (Gmina) de Łaskarzew, perteneciente al condado (Powiat) de Garwolin. Se encuentra aproximadamente a 2 km al sureste de Łaskarzew, 13 km al sur de Garwolin, y a 65 km al sureste de Varsovia. Su población es de 270 habitantes.
Entre 1975 y 1998 perteneció al voivodato de Siedlce.